# The Bandit King
The Bandit King è un cortometraggio muto del 1907 diretto da Gilbert M. 'Broncho Billy' Anderson (con il nome G.M. Anderson).

## Produzione
Il film fu prodotto dalla Selig Polyscope Company. Venne girato a Golden, in Colorado.

## Distribuzione
Distribuito dalla Selig Polyscope Company, il film - un cortometraggio in una bobina - uscì nelle sale cinematografiche statunitensi il 29 giugno 1907. Copia della pellicola viene conservata negli archivi della Library of Congress.